# Lazar II Branković
Lazar II Branković (in serbo Лазар Бранковић?; 1421 circa – Smederevo, 20 febbraio 1458) è stato un despota serbo, principe di Rascia (l'odierna Serbia) dal 1456 al 1458.
Era il secondo figlio di Đurađ Branković e Irene Cantacuzena. Gli succedette il suo fratello minore Stefano III Brankovic.

## Famiglia
Lazar e la sua famiglia vengono nominati nel Dell'Imperadori Constantinopolitani, un manoscritto custodito nella Biblioteca Vaticana. Questo documento è anche noto come il manoscritto Massarelli poiché fu rinvenuto tra le carte di Angelo Massarelli (1510-1566). Masarelli è anche noto poiché fu segretario del Concilio di Trento, registrando le notizie quotidiane del concilio.
Il manoscritto Massarelli cita Lazar come figlio di Đurađ Branković ed Irene Cantacuzena.

## Regno
Sia Grhur che Stefano, suoi fratelli maggiori, furono accecati per ordine di Murad II nel 1441. Apparentemente Lazar divenne erede al trono di suo padre perché era l'unico figlio maschio vedente. Đurađ morì il 24 dicembre 1456 e Lazar gli succedette come pianificato.
Secondo Fine il breve regno di Lazar fu costellato principalmente da litigi familiari con la madre e i fratelli. Nel 1457 Lazar fece voto di obbedienza a Maometto II, figlio e successore di Murad II. Fine vede questo come un tentativo di prevenire un'invasione ottomana La sua unica altra decisione di un certo rilievo fu la nomina di Mihailo Andelović, membro della famiglia degli Angeli, come suo primo ufficiale. Mihailo avrebbe per un breve periodo comandato il consiglio di reggenza in seguito alla morte del suo signore.
Lazar morì il 20 gennaio 1458. Giorgio Sfranze ne registra la data ma non le cause.

## Matrimonio e figli
Nel 1446 Lazar sposò Elena Paleologa, figlia di Tommaso Paleologo (ca. 1410-1465), Despota di Morea, e di Caterina Zaccaria del Principato d'Acaia. I suoi nonni materni erano Centurione II Zaccaria e Creusa Tocco. Avrebbero avuto tre figlie.:
- Elena (Maria), moglie di Stjepan Tomašević, Re di Bosnia.
- Milica Branković, moglie di Leonardo III Tocco, Despota d'Epiro.
- Irene Brankovic, moglie di Giovanni II Castriota, figlio di Giorgio Castriota Scanderbeg e Andronica Arianiti.

## Ascendenza
|                                       |                                      |                                             | Genitori                          |  |  | Nonni |  |  | Bisnonni          |  |  | Trisnonni |  |
|                                       |                                      |                                             |                                   |  |  |       |  |  | Branko Mladenović |  |  | Mladen    |  |
|                                       |                                      |                                             |                                   |  |  |       |  |  | Branko Mladenović |  |  | Mladen    |  |
|                                       |                                      | …                                           |                                   |  |  |       |  |  | Branko Mladenović |  |  |           |  |
| Vuk Branković                         |                                      |                                             |                                   |  |  |       |  |  | Branko Mladenović |  |  |           |  |
|                                       |                                      | …                                           | …                                 |  |  |       |  |  |                   |  |  |           |  |
|                                       |                                      | …                                           | …                                 |  |  |       |  |  |                   |  |  |           |  |
|                                       |                                      | …                                           | …                                 |  |  |       |  |  |                   |  |  |           |  |
| Đurađ Branković, despota di Serbia    |                                      | …                                           |                                   |  |  |       |  |  |                   |  |  |           |  |
|                                       |                                      | Lazar Hrebeljanović, principe di Serbia     | Pribac Hrebeljanović              |  |  |       |  |  |                   |  |  |           |  |
|                                       |                                      | Lazar Hrebeljanović, principe di Serbia     | Pribac Hrebeljanović              |  |  |       |  |  |                   |  |  |           |  |
|                                       |                                      | Lazar Hrebeljanović, principe di Serbia     | …                                 |  |  |       |  |  |                   |  |  |           |  |
| Mara Lazarević                        |                                      | Lazar Hrebeljanović, principe di Serbia     |                                   |  |  |       |  |  |                   |  |  |           |  |
|                                       |                                      | Milica Nemanjić                             | Vratko Nemanjić                   |  |  |       |  |  |                   |  |  |           |  |
|                                       |                                      | Milica Nemanjić                             | Vratko Nemanjić                   |  |  |       |  |  |                   |  |  |           |  |
|                                       |                                      | Milica Nemanjić                             | …                                 |  |  |       |  |  |                   |  |  |           |  |
| Lazar II Branković, despota di Serbia |                                      | Milica Nemanjić                             |                                   |  |  |       |  |  |                   |  |  |           |  |
|                                       | Matteo Cantacuzeno, despota di Morea | Giovanni VI Cantacuzeno, basileus dei Romei |                                   |  |  |       |  |  |                   |  |  |           |  |
|                                       | Matteo Cantacuzeno, despota di Morea | Giovanni VI Cantacuzeno, basileus dei Romei |                                   |  |  |       |  |  |                   |  |  |           |  |
|                                       | Matteo Cantacuzeno, despota di Morea | Irene Asanina                               |                                   |  |  |       |  |  |                   |  |  |           |  |
| Teodoro Paleologo Cantacuzeno         | Matteo Cantacuzeno, despota di Morea |                                             |                                   |  |  |       |  |  |                   |  |  |           |  |
|                                       |                                      | Irene Paleologa                             | Demetrio Paleologo                |  |  |       |  |  |                   |  |  |           |  |
|                                       |                                      | Irene Paleologa                             | Demetrio Paleologo                |  |  |       |  |  |                   |  |  |           |  |
|                                       |                                      | Irene Paleologa                             | Teodora Comnena                   |  |  |       |  |  |                   |  |  |           |  |
| Irene Cantacuzena                     |                                      | Irene Paleologa                             |                                   |  |  |       |  |  |                   |  |  |           |  |
|                                       |                                      | Giovanni Uroš, despota di Tessaglia         | Simeon Uroš, despota di Tessaglia |  |  |       |  |  |                   |  |  |           |  |
|                                       |                                      | Giovanni Uroš, despota di Tessaglia         | Simeon Uroš, despota di Tessaglia |  |  |       |  |  |                   |  |  |           |  |
|                                       |                                      | Giovanni Uroš, despota di Tessaglia         | Tommasa d'Epiro                   |  |  |       |  |  |                   |  |  |           |  |
| Elena Ouresina Doucaina               |                                      | Giovanni Uroš, despota di Tessaglia         |                                   |  |  |       |  |  |                   |  |  |           |  |
|                                       |                                      | N. Radoslava                                | Radoslav Hlapen                   |  |  |       |  |  |                   |  |  |           |  |
|                                       |                                      | N. Radoslava                                | Radoslav Hlapen                   |  |  |       |  |  |                   |  |  |           |  |
|                                       |                                      | N. Radoslava                                | …                                 |  |  |       |  |  |                   |  |  |           |  |
|                                       |                                      | N. Radoslava                                |                                   |  |  |       |  |  |                   |  |  |           |  |